# 후루카와 유우키
후루카와 유우키(古川 雄輝, 1987년 12월 18일 ~ )는 일본의 배우이다. 애칭은 후루뽄(ふるぽん)이다.

## 내력
7살부터 캐나다에서 8년간 살았고, 고등학교 때부터 홀로 미국 뉴욕으로 옮겨 살았다.
게이오기주쿠 뉴욕 학원을 거쳐 일본에 귀국해, 게이오기주쿠 대학 이공학부에 진학해, 2009년, 미스터 게이오에 선출된다.
2010년, 호리프로 창업 50주년 기념 사업의 일환으로 개최된 신인 발굴 오디션 〈캠퍼스타★H50with 맨즈 논노〉에서 심사원 특별상을 수상해 연예계에 데뷔한다.
2013년, 영국·일본 공동 작품 《이에야스와 안진》으로 해외 데뷔. 그 해, 중국 상하이에서 일본인 배우로는 처음으로 팬 미팅을 개최해, 약 1,200명을 동원했다. 공항에 1000명이 넘는 여성들이 마중을 나오고, 숙박 호텔에는 수백 명이 기다리고 있어 혼잡을 이루었다.
2014년, 중국판 트위터 Weibo의 팔로우가 100만 명을 돌파.
2018년, 곽재용 감독 작품 《바람의 색》의 주연으로 1인2역을 연기했다.

## 출연

### 영화
- 고교 데뷔 (2011년, 아스믹 에이스) - 아사오카 유이 역
- men's egg Drummers (2011년, 카도카와 콘텐츠 게이트) - 주연·케이타 역
- 토미오 (2011년, 제네온 유니버설 엔터테인먼트) - 주연·토미오 역
- 로보-G (2012년, 알타미라 픽쳐스) - 시미즈 마사히로 역
- Miss Boys 우정의 행방편 (2012년, 제네온 유니버설 엔터테인먼트) - 히가시 슈이치 역
- 소름 -극장판- (2012년, 클록 워크스) - 주연·야마모토 타카시 역
- 깨끗하고 연약한 (2013년, 토호) - 코미네 기요마사 역
- 영원의 0 (2013년, 토호) - 단역
- 워아이니 in tokyo (2014년) - 주연·반도 타모츠 역
- WOOD JOB! ~가무사리 숲의 느긋한 나날~ (2014년, 토호) - 하세가와 세이지 역
- 마호로 역 전 광조곡 (2014년, 도쿄 테아트르/리틀 모어) - 사와다 형사 역
- 뇌내 포이즌 베리 (2015년, 토호) - 사오토메 료이치 역
- 라이치☆히카리 클럽 (2015년, 닛카츠) - 제라 역
- 태양 (2016년, KADOKAWA) - 모리시게 역
- L -엘- (2016년, 토호 영상 사업부) - 오베스 역
- 바람의 색 (2018년) - 주연· 청년 료, 마술사 류 역 (1인 2역)
- 흐린 하늘에 웃다 (2018년, 쇼치쿠) - 아베노 소세이 역
- 옆자리 괴물군 (2018년) - 요시다 유우잔 역
- 리스타트는 지금부터 (2020년,) - 주연· 코즈가 미츠오미 역

### 드라마
- 아스코마치~아스카 공업 고교 이야기~ (2011년 4월 ~ 6월, TV 아사히) - 키시 테츠로 역
- 옆의 악마 짱 (2011년 7월 16일, 후지 TV) - 히로키 역
- 나와 스타의 99일 (2011년 10월 ~ 12월, 후지 TV) - 나츠메 준키치 역
- 비터 슈가 (2011년 10월 ~ 12월, NHK) - 카와사키 준 역
- 리치 맨, 푸어 우먼 (2012년 7월 ~ 9월, 후지 TV) - 쿠가 유우키 역
- 하늘의 방주 (2012년 12월 ~ 2013년 1월, WOWOW) - 수사1과 형사 역
- 야에의 벚꽃 (2013년, NHK) - 코자키 히로미치 역
- 장난스런 Kiss~Love in TOKYO (2013년 3월 30일 ~ 7월 20일, 후지 TV TWO) - 주연·이리에 나오키 역
  - 장난스런 Kiss 2~Love in OKINAWA (2014년 9월 12일, 후지 TV)
  - 장난스런 Kiss 2~Love in TOKYO (2014년 11월 25일 ~ 2015년 4월 7일, 후지 TV)
- 남편의 그녀 (2013년 10월 ~ 12월, TBS) - 이시구로 야스시 역
- 안개의 별에서 (2014년 2월 15일, 후지 TV) - 구조대 1 역
- 비터 블러드 (2014년 4월 ~ 6월, 후지 TV) - 나메리카와 역
- 이상한 여름 (2014년, 후지 TV) - 주연·스토리텔러 역
- 살인 분석반 시리즈
  - 돌의 고치 (2015년 8월 16일 ~ 9월 13일, WOWOW) - 요코이 역
  - 수정의 고동 살인 분석반 (2016년 11월 13일 ~ 12월 11일, WOWOW) - 야기누마 마사토 역
  - 악의 파동 살인 분석반 스핀 오프 (2019년 10월 6일 ~ 11월 3일, WOWOW ) - 주연 · 야기누마 마사토 / 노기 나오야 역
- 5→9~나를 사랑한 스님~ (2015년 10월 ~ 12월, 후지 TV) - 미시마 사토시 역
- 기묘한 이야기 '16 가을 특별편 〈열차에서 생긴 일〉 (2016년 10월 8일, 후지 TV) - 잘생긴 남자 역
- 중요 참고인 탐정 (2017년 10월 ~ 12월, 아사히 TV) - 시몬 토마 역
- 러브 리런 (2018년 4월 5일 ~6월 8일, 니혼 TV) 마치다 쇼헤이
- 60 오판 대책실(2018년 5월 6일 ~ 6월 3일) - 세라 쇼이치 역
- 텐 텐호의 길을 걷는 쾌남아 (2018년 10월 4일 ~ 12월 21일, TV 도쿄) - 이가와 히로유키 역
- 해러스먼트 게임 (2018년 10월 15일 ~ 12월 10일, TV 도쿄) - 야자와 코타로 역
  - 해러스먼트 게임 VS 카토쿠의 여자 (2020년 1월 10일, TV 도쿄)
- LINE에 답맞추기 ~ 남자와 여자의 착각 ~ (2020년 2월 2일 ~ 4월 5일, 요미우리 TV) - 주연· 야스이 츠카사 역
- 일하지 않는 자들 (2020년 8월 27일 ~ 10월 1일) - 닛타 케이타 역
- 거친 계절의 소녀들이여. (2020년 9월 9일 ~ 10월 28일, MBS・TBS) - 야마기시 토모아키 역
- 리스키 (2021년 3월 26일 ~ 5월 7일, MBS) - 사쿠라이 토오루 역
- 후쿠오카 연애백서 16 크리스마스 광상곡 (2021년 3월 27일, KBC) - 후지이 슌이치 역
- 시그널 장기 미제 사건 수사반 스페셜 (2021년 3월 30일, KTV・후지 TV) - 타게다 히사시 역
- 포상밥 (2021년 10월 2일 ~, BS TV 도쿄) - 이소가이 마코토 역

### 웹드라마
- 고교 데뷔~데뷔 직전 집중 강좌~ (2011년, LISOMO 드라마) - 아사오카 유이 역
- 나만이 없는 거리 (2017년 12월 15일, 넷플릭스) - 후지누마 사토루 역
- 1페이지의 사랑 (2019년 2월 18일 ~ 3월 25일, AbemaTV ) - 호시노 유리 역
- 거친 계절의 남자들이여. (2020년, TSUTAYA프리미엄) 주연·야마기시 토모아키 역
- 48일후에 결혼합니다 (2021년 5월 13일 ~ 6월 30일, Amazon Prime Video) - 주연·케이이치 역
- 도쿄, 좋아하던가, 사랑하던가 제1화 (2021년 9월 11일, Paravi) - 슈토 하루아키 역
- 신의 편애 (2022년 3월 19일 ~, Hulu) - 신 역

### 무대
- 사랑 할머니 14세 (2010년 8월)
- 풋내기 비너스 (2010년 9월)
- 12인의 상냥한 암살자~노림받은 호화 객선~ (2011년 8월 16일 ~ 24일) - 이카루가 코헤이 역
- 엔론 (2012년 4월 13일 ~ 29일) - 램지 역
- 이에야스와 안진(ANJIN) (2012년 12월 일본 공연, 2013년 1월 영국 공연) - 도메니코 역
- 우리의 내일 (2014년 1월) - 주연·후도 류 역
- 이니슈만섬의 빌리 (2016년) - 주연·빌리 역

### 라디오
- 후루카와 유키 unknown radio (2016년 3월 30일 ~ , 분카 방송)

### PV
- Crystal Kay 〈사쿠라〉 (2016년)
- 칸나 치세 〈Heaven's Door ~태양이 비치는 곳~〉 (2016년)

### CM
- ace. (2016년)

## 수상 내역
| 연도 | 시상식                               | 부문                              | 작품                          |
| ---- | ------------------------------------ | --------------------------------- | ----------------------------- |
| 2010 | 캠퍼스타★H50with 맨즈 논노           | 심사위원 특별상                   | 빈칸                          |
| 2014 | 2015 爱奇艺之夜(아이치이의 밤)       | 아시아 배우상                     | 빈칸                          |
| 2015 | 제3회 드라마피버 어워즈              | 베스트 커플상 (With. 미키 호노카) | 장난스런 Kiss 2~Love in TOKYO |
| 2018 | 제1회 스니커즈 베스트 드레서 상      | 연예부문                          | 빈칸                          |
| 2019 | 유바리 국제 판타스틱 영화제          | 뉴 웨이브 어워드 남자배우 부문    | 빈칸                          |
| 2021 | WEIBO Account Festival in Tokyo 2020 | 주목 배우상                       | 빈칸                          |